# Paraphrophora simplex
Paraphrophora simplex is een halfvleugelig insect uit de familie Aphrophoridae. De wetenschappelijke naam van deze soort is voor het eerst geldig gepubliceerd in 1897 door Fowler.